# André Miquel

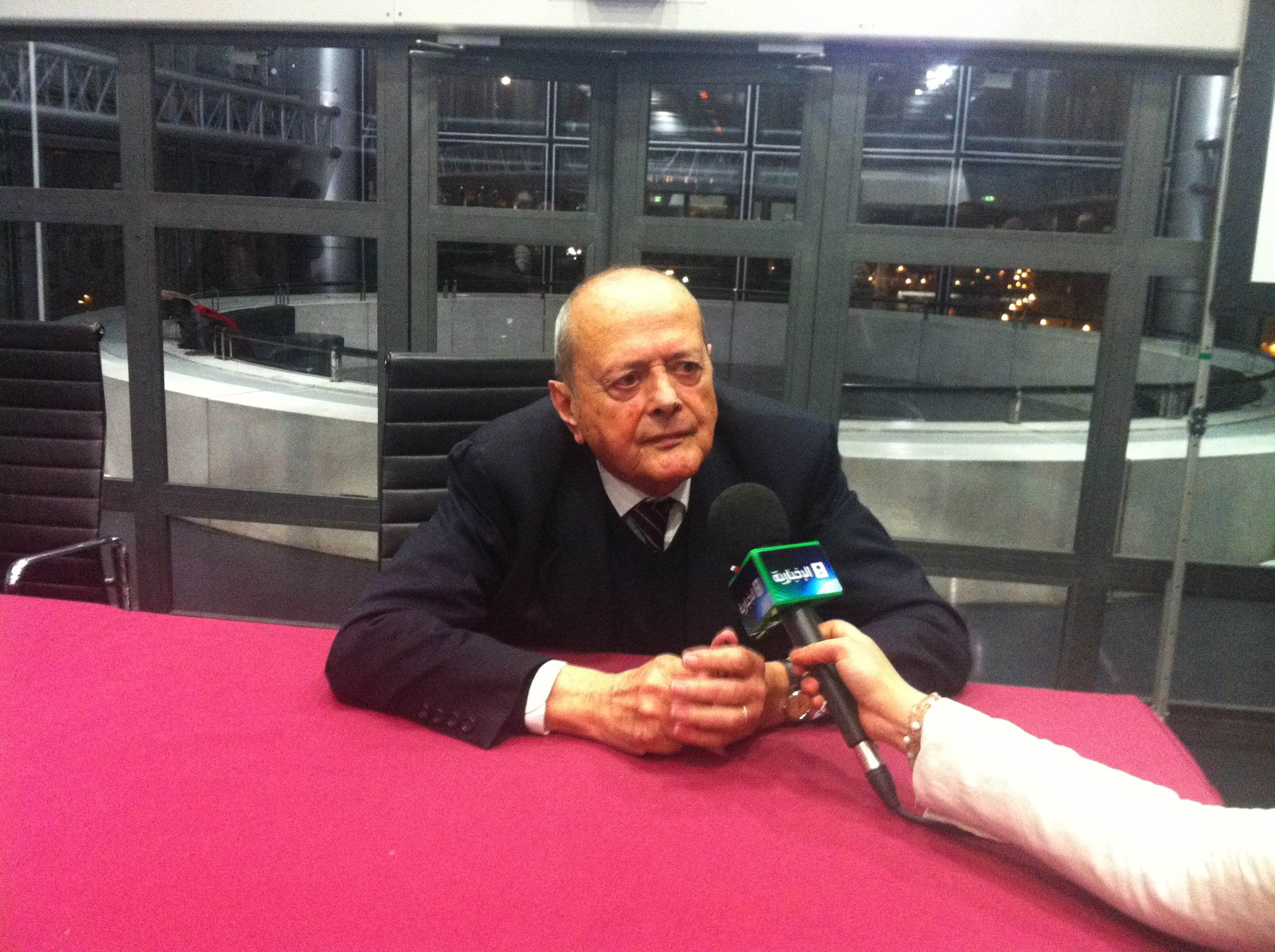
André Miquel (2013)

André Miquel (* 26. September 1929 in Mèze; † 27. Dezember 2022 in Paris) war ein französischer Islamwissenschafter und Arabist.

## Werdegang
Miquel studierte ab 1950 an der École normale supérieure mit der Agrégation 1953. 1953–54 war er Stipendiat des Institut français d’Études Arabes in Damaskus und 1954–55 leistete er seinen Militärdienst. 1955–56 war er Generalsekretär der französischen kulturellen und archäologischen Mission in Äthiopien und 1956 bis 1957 Gymnasialprofessor in Clermont-Ferrand. 1957 bis 1961 war er verantwortlich für den Bereich Afrika und Asien in der Abteilung für kulturelle und technische Zusammenarbeit im französischen Außenministerium. 1961–62 war er Kulturattaché in Saudi-Arabien, 1962 wurde er Maître-assistant für Arabistik an der Universität Aix-en-Provence und 1964 an der sechsten Sektion der École des Hautes Études en Sciences Sociales (EHESS). 1967 wurde er promoviert. 1968 wurde er Maître de conférences an der Universität Paris VIII (Vincenne) und 1970 an der Universität Paris III. 1976 bis 1997 war er Professor für klassische arabische Sprache und Literatur am Collège de France.
1991 bis 1997 war er Administrateur des Collège de France und 1984 bis 1987 der Bibliothèque nationale.
Er arbeitete über die historische Geographie der arabischen Welt, schrieb Überblicksdarstellungen zum Islam und übersetzte Tausendundeine Nacht.
Nachdem er 1989 einen Bericht über die französischen Universitätsbibliotheken erstellt hatte, wurde er erster Präsident des neu gegründeten Conseil supérieur des bibliothèques.
Er war Kommandeur der Ehrenlegion, Offizier der Palmes académiques und des Ordre national du Mérite und Commandeur des Arts et Lettres. Ab 1991 war er korrespondierendes Mitglied der Heidelberger Akademie der Wissenschaften und ab 1993 ordentliches Mitglied der Academia Europaea.

## Schriften
- L’Islam et sa civilisation (VIIe-XXe siècle), Paris: A. Colin 1968
  - Deutsche Ausgabe Der Islam. Von Mohammed bis Nasser, Kindlers Kulturgeschichte 1970
- La géographie humaine du monde musulman jusqu’au milieu du 11e siècle, 4 Bände, Neuauflage Ed. de l´EHESS 2001 (zuerst 1973, 1975, 1980, 1988)
- La Littérature arabe, PUF, Que sais-je ?, Paris, 1981.
- mit Gilles Plazy L’Orient d’une vie, Paris: Payot, 1990.
- mit Dominique Chevallier, Azzedine Guellouz Les Arabes, l'islam et l'Europe, Paris, Flammarion, 1991
- Du Golfe aux océans. L’Islam, Paris: Hermann, 1994.
- Les Mille et une Nuits, Bibliothèque de la Pléiade, Gallimard 2005 (Übersetzung mit Jamel Eddine Bencheikh)
- Le vieil homme et le vent, Pézenas, éd. Domens, 2007.
- Croire ou rêver, éd. Bayard, 2010.